# Gucken Cederborg
Gucken Cederborg, egentligen Augusta Johanna Martina Cederborg, född Karlsson 12 februari 1881 i Kristiania (nuvarande Oslo) i Norge, död 17 maj 1932 i Hedvig Eleonora församling i Stockholm, var en svensk skådespelare.
Gucken Cederborg är begravd på Norra begravningsplatsen utanför Stockholm. Hon var gift med skådespelaren Torsten Cederborg.

## Filmografi (urval)
- 1931 – Trötte Teodor
- 1931 – Flickan från Värmland
- 1931 – Brokiga Blad
- 1928 – Synd
- 1928 – Hans Kungl. Höghet shinglar
- 1927 – En perfekt gentleman
- 1925 – Hennes lilla majestät
- 1925 – Polis Paulus' påskasmäll
- 1924 – Löjen och tårar
- 1924 – 33.333
- 1924 – Dan, tant och lilla fröken Söderlund
- 1924 – Livet på landet
- 1923 – Andersson, Pettersson och Lundström
- 1923 – Gamla gatans karneval
- 1922 – Luffar-Petter
- 1920 – Gyurkovicsarna
- 1920 – Baron Olson
- 1920 – Erotikon
- 1919 – Åh, i morron kväll
- 1919 – Ingmarssönerna
- 1918 – Thomas Graals bästa barn
- 1918 – Berg-Ejvind och hans hustru
- 1917 – Thomas Graals bästa film
- 1917 – Terje Vigen
- 1917 – Alexander den Store
- 1916 – Kärlek och journalistik
- 1911 – Järnbäraren
- 1910 – Emigrant
- 1910 – Regina von Emmeritz och Konung Gustaf II Adolf

## Teater

### Roller (ej komplett)
| År   | Roll                               | Produktion                                              | Regi                     | Teater            |
| ---- | ---------------------------------- | ------------------------------------------------------- | ------------------------ | ----------------- |
| 1914 | Fru Hedda Fox                      | Herr Dardanell och hans upptåg på landet August Blanche |                          | Folkteatern       |
| 1914 | Amalia, piga                       | Pojkarna på Storholmen Sigurd Wallén                    |                          | Folkteatern       |
| 1914 |                                    | Dagen efter Axel Breidahl                               |                          | Folkteatern       |
| 1914 |                                    | Diamantstölden Otto Witt                                |                          | Folkteatern       |
| 1914 |                                    | En kaféflicka Björn Hodell                              |                          | Folkteatern       |
| 1915 | Mrs Barthwick                      | Silverasken John Galsworthy                             |                          | Folkteatern       |
| 1915 |                                    | Kring kvinnan                                           |                          | Folkteatern       |
| 1915 |                                    | Kvarnen vid storgården Paul Hallström                   |                          | Folkteatern       |
| 1915 |                                    | I mobiliseringstider Gustav von Moser                   |                          | Folkteatern       |
| 1915 |                                    | Hattmakarens bal Selfrid Kinmanson                      |                          | Folkteatern       |
| 1916 | Medverkande                        | Här jobbas, revy Otto Hellkvist                         |                          | Folkteatern       |
| 1916 |                                    | Frun av stånd och frun i ståndet Frans Hedberg          |                          | Folkteatern       |
| 1917 | Modern                             | Lilla Rödluvan Helge Malmberg                           | Helge Malmberg           | Intima teatern    |
| 1926 | Överstinnan Champioux              | Benjamin René Mercier                                   | Nils Johannisson         | Södra Teatern     |
| 1929 | Spåkäringen                        | Den svarta skjortan Herbert Grevenius                   | Rune Carlsten            | Oscarsteatern     |
| 1930 | Fröken Hanberg, husföreståndarinna | Farmors revolution Jens Locher                          | Pauline Brunius          | Oscarsteatern     |
| 1931 | Hushållserskan Frida               | Dunungen Selma Lagerlöf                                 | Gustaf Linden            | Skansenteatern    |
| 1931 | Hovdam                             | Glada änkan Franz Lehár, Victor Léon och Leo Stein      | Gösta Ekman Per Lindberg | Konserthusteatern |

### Fotnoter
1. ↑  Dödsannons i Dagens Nyheter, 21 maj 1932, sid. 2
2. ↑  SvenskaGravar
3. ↑  ”Gucken Cederborg”. Svensk Filmdatabas. http://www.sfi.se/sv/svensk-filmdatabas/Item/?type=PERSON&itemid=57385&ref=%2ftemplates%2fSwedishFilmSearchResult.aspx%3fid%3d1225%26epslanguage%3dsv%26searchword%3dGucken+Cederborg%26type%3dPerson%26match%3dBegin%26page%3d1%26prom%3dFalse. Läst 20 februari 2013.
4. ↑  ”Dardanell gör furor på Folkteatern”. Dagens Nyheter:  s. 4. 30 augusti 1914. http://arkivet.dn.se/arkivet/tidning/1914-08-30/15902/4. Läst 3 september 2016.
5. ↑  ”Teater, konst, litteratur”. Dagens Nyheter:  s. 7. 6 oktober 1914. https://arkivet.dn.se/sok/?searchTerm=&fromPublicationDate=1914-10-06&toPublicationDate=1914-10-06. Läst 15 juli 2015.
6. ↑  ”Teater, konst, litteratur”. Dagens Nyheter:  s. 6. 23 oktober 1914. https://arkivet.dn.se/tidning/1914-10-23/15956/6. Läst 25 december 2020.
7. ↑  Bo Bergman (8 november 1914). ”Teater, konst, litteratur”. Dagens Nyheter:  s. 6. https://arkivet.dn.se/tidning/1914-11-08/15972/6. Läst 25 december 2020.
8. ↑  Mae (19 november 1914). ”Teater, konst, litteratur”. Dagens Nyheter:  s. 7. https://arkivet.dn.se/tidning/1914-11-19/15983/7. Läst 25 december 2020.
9. ↑  ”Teater, konst, litteratur”. Dagens Nyheter:  s. 6. 14 april 1915. http://arkivet.dn.se/arkivet/tidning/1915-04-14/99a/6. Läst 15 juli 2015.
10. ↑  ”Folkteatern”. Dagens Nyheter:  s. 6. 6 maj 1915. https://arkivet.dn.se/sok/?searchTerm=&fromPublicationDate=1915-05-06&toPublicationDate=1915-05-06&sortType=&phrases=Drottningen--Kungen. Läst 15 juli 2015.
11. ↑  ”Teater, konst, litteratur”. Dagens Nyheter:  s. 8. 27 augusti 1915. https://arkivet.dn.se/tidning/1915-08-27/231A/8. Läst 25 december 2020.
12. ↑  ”Folkteatern”. Dagens Nyheter:  s. 8. 22 oktober 1915. http://arkivet.dn.se/arkivet/tidning/1915-10-22/287A/8. Läst 15 juli 2015.
13. ↑  Bo Bergman (6 november 1915). ”Teater, konst, litteratur”. Dagens Nyheter:  s. 5. https://arkivet.dn.se/tidning/1915-11-06/302A/5. Läst 25 december 2020.
14. ↑  Dick. (2 januari 1916). ”Nyårspremiärer”. Dagens Nyheter:  s. 1. http://arkivet.dn.se/arkivet/tidning/1916-01-02/1/1. Läst 20 juli 2015.
15. ↑  ”Teater, konst, litteratur”. Dagens Nyheter:  s. 6. 5 april 1916. https://arkivet.dn.se/tidning/1916-04-05/93/6. Läst 25 december 2020.
16. ↑  ”'Rödluvan' på Intima teatern”. Dagens Nyheter:  s. 6. 21 december 1916. http://arkivet.dn.se/arkivet/tidning/1916-12-21/347/6. Läst 16 maj 2016.
17. ↑  ”Teater och Musik”. Dagens Nyheter:  s. 10. 12 november 1926. http://arkivet.dn.se/arkivet/tidning/1926-11-12/308/10. Läst 2 augusti 2015.
18. ↑  ”Två premiärer på lördagkvällen”. Dagens Nyheter:  s. 16. 14 november 1926. https://arkivet.dn.se/sok/?searchTerm=&fromPublicationDate=1926-11-14&toPublicationDate=1926-11-14. Läst 2 augusti 2015.
19. ↑  Erik Nyblom (14 april 1929). ”'Den svarta skjortan' på Oscarsteatern”. Dagens Nyheter:  s. 11. http://arkivet.dn.se/arkivet/tidning/1929-04-14/100/11. Läst 6 januari 2016.
20. ↑  ”Teater, Musik och Film: Oscarsteaterns premiär i morgon”. Dagens Nyheter:  s. 13. 5 september 1930. http://arkivet.dn.se/arkivet/tidning/1930-09-05/240/13. Läst 11 maj 2016.
21. ↑  ”Dunungen”. Musikverket. https://calmview.musikverk.se/CalmView/Record.aspx?src=CalmView.Performance&id=P10966&pos=7. Läst 22 juli 2019.
22. ↑  Hed. (14 juni 1931). ”Skansenteaterns premiär”. Dagens Nyheter:  s. 11. https://arkivet.dn.se/tidning/1931-06-14/158/11. Läst 22 juni 2019.
23. ↑  Petterson, Hjördis; Kretz Inga Maria (1983). Rosor & ruiner. Stockholm: Prisma. sid. 65. Libris 7407145. ISBN 91-518-1680-6